# Okay (film)
Okay è un film del 2002 diretto da Jesper W. Nielsen.